# گاما سگ کوچک
گاما سگ کوچک یک ستاره است که در صورت فلکی سگ کوچک قرار دارد.